# داگ لی
داگ لی (به انگلیسی: Doug Lee)، مورخ و استاد تاریخ باستان در دانشگاه ناتینگهام است. او به‌طور گسترده در بسیاری از جنبه‌های باستان پسین کتاب منتشر کرده است.

## معرفی
داگ لی چنین خود را معرفی می‌کند: 
من اصالتاً اهل سیدنی استرالیا هستم و تحصیلاتم در مقطع کارشناسی را در دانشگاه سیدنی گذراندم. پس از چند سال به عنوان معلم دبیرستان، به انگلستان آمدم تا دکترای خود را در دانشگاه کمبریج بگذرانم. من متعاقباً در کالج ترینیتی، کمبریج، بورسیه تحقیقاتی گرفتم، و همچنین در دانشگاه اوکلند و دانشگاه ولز، لمپتر تدریس کردم. پس از ۱۸ سال کار در دانشگاه ناتینگهام، در سپتامبر ۲۰۲۰ بازنشسته شدم. پس از بازنشستگی بر روی تعدادی از پروژه‌های نویسندگی مربوط به جنگ در اواخر دوران باستان کار کردم.

## آثار
- پگان‌ها و مسیحیان در اواخر باستان: کتاب منبع (کتاب‌های منبع روتلج برای دنیای باستان) (۲۰۱۵)
- از روم تا بیزانس، ۳۶۳ تا ۵۶۵ پس از میلاد: دگرگونی روم باستان (۲۰۱۳)